# オオボクトウ

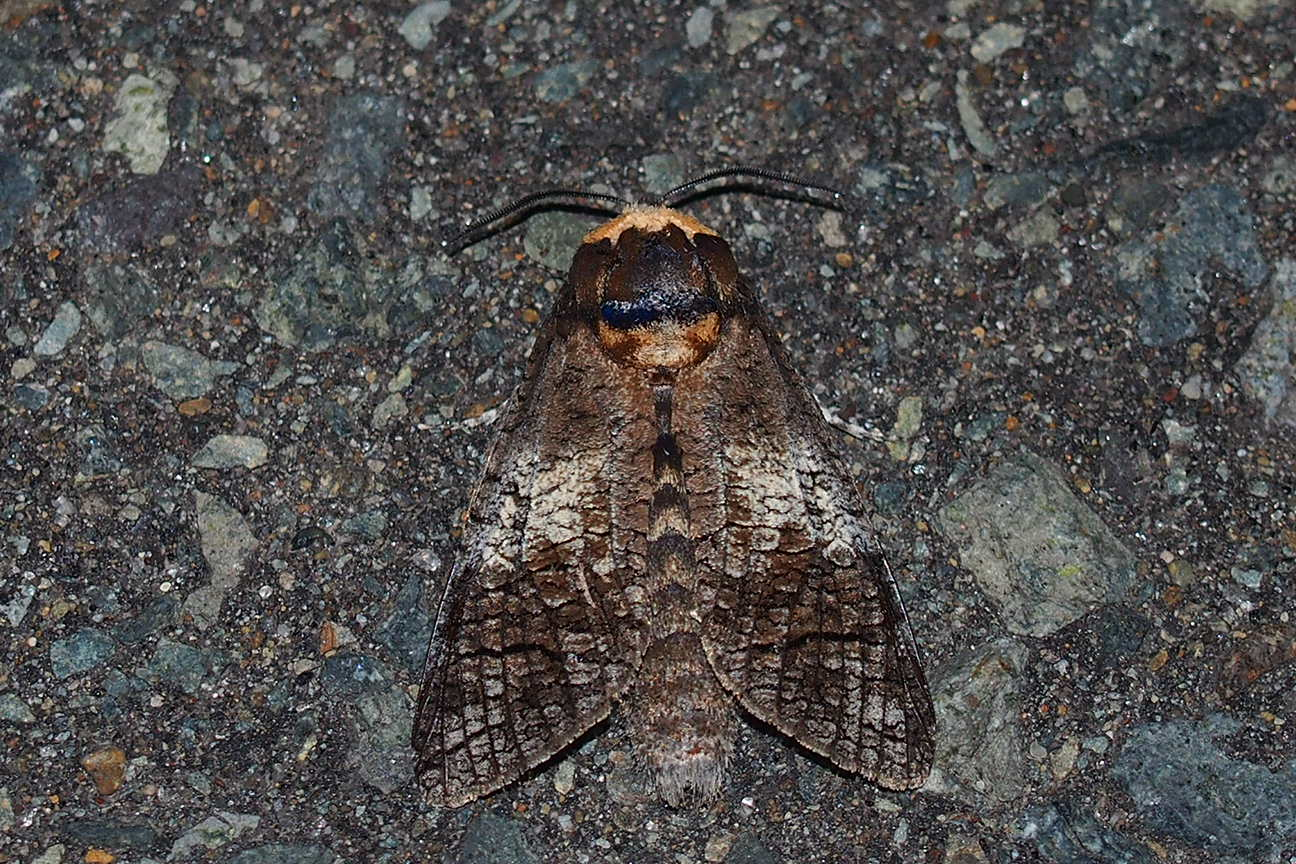
オオボクトウ

オオボクトウ (大木蠹、Cossus cossus) はボクトウガ科の昆虫の一種。
日本では北海道から九州まで全国の広いところに分布している。

## 概要
ボクトウガ科の昆虫は中型から大型で、その代表種であるボクトウガはコナラなどの樹木に穿孔し、それによって出た樹液に集まる昆虫を捕食する肉食性。対してオオボクトウはニレやヤナギなどに穿孔するが、肉食性ではない。
開張は、60～70mm程度で体に対して翅が小さい。幼虫はニレ科やヤナギ科の樹木に穿孔する。年一化で、成虫は6月から7月まで見られる。
類似種にボクトウガがいるが、本種は胸部と頭部の色が異なることで識別ができる。

## 参照
- みんなで作る日本産蛾類図鑑
- くらべてわかる蛾